# لوتوم
لوتوم (به هلندی: Lottum) یک منطقهٔ مسکونی در هلند است که در هورست ان‌ده ماس واقع شده‌است. لوتوم ۱٬۹۴۰ نفر جمعیت دارد.